# Sandvika (Nordland)
Sandvika est une localité du comté de Nordland, en Norvège.

## Géographie
Administrativement, Sandvika fait partie de la kommune de Gildeskål.